# 代田盛男
代田 盛男（しろた もりお、1941年 - ）は、東京都出身の画家（油彩）。大調和会元運営委員。日本美術家連盟会員。
30年にわたり、フランス・パリを中心にヨーロッパの街並みを描き続けている。

## 略歴
- 1962年　新宿美術研究所に学ぶ
- 1965年　大調和展出品、佳作賞受賞
- 1971年　大調和会会員推挙
- 1974年　初個展
- 1975年　渡欧（以後多数）
- 1977年　新鋭作家展出品
- 1979年　大調和会委員推挙、会員努力賞
- 1985年　個展（ギャラリー毎日・86～89,91,92,94,96年）
- 1990年　リトグラフ「パリ三題」制作（毎日新聞社刊）
- 1991年　リトグラフ「ヨーロッパ三景」制作（毎日新聞社刊）
- 1992年　風景展出品（日動画廊・93,94年）
- 1993年　大調和展で文部大臣賞受賞
- 1997年　個展（毎日アート出版画廊・'00年）
- 1999年　個展（文藝春秋画廊・'02年、04年）
- 2003年　個展（新宿小田急百貨店他）、日動展出品（日動画廊）
- 2009年　個展（渋谷東急本店）
- 2010年　個展（上野松坂屋）
- 2011年　個展（大宮そごう）
- 2013年　個展（横浜そごう）
- 2015年　大調和会運営委員を退会

　現在、日本美術家連盟会員。